# Amblytropis gemmacea
Amblytropis gemmacea är en bladmossart som beskrevs av Brotherus 1907. Amblytropis gemmacea ingår i släktet Amblytropis och familjen Daltoniaceae. Inga underarter finns listade i Catalogue of Life.